# Жан Марсель Оноре
Жан Марсель Оноре (фр. Jean Marcel Honoré; 13 серпня 1920, Сен-Брис-ан-Когле — 28 лютого 2013, Тур) — французький кардинал. Єпископ Евре з 24 жовтня 1972 року по 13 серпня 1981 року. Архієпископ Тура з 13 серпня 1981 року по 22 липня 1997 року.

## Освіта та священство
Народився Жан Марсель Оноре 13 серпня 1920 року, в Сен-Брис-ан-Когле, архієпархія Ренна, Франція.
Освіта здобув у Колежі Сен-Мало, в Сен-Мало, Вищій духовній семінарії в Ренне, Католицькому інституті в Парижі (докторат з богослов'я, «Теза про духовність кардинала Джона Генрі Ньюмана», диплом Практичної Школи вищої освіти.
Висвячений 29 червня 1943 року. Професор письма у колежах Сент-Вінсент, в Ренні (1945) і Сен-Мало (1946—1947), професор догматичного богослов'я та катехизму Вищої духовної семінарії в Ренні (1948—1958), генеральний секретар Національного центру релігійного вчительства (1958—1964). Придворний прелат Його Святості, з 19 листопада 1964 (титул змінено на Почесний прелат Його Святості в 1968). Ректор Католицького університету на Заході в Анжі (1964—1972).

## Єпископ та архієпископ
24 жовтня 1972 року обраний єпископом Евре. Висвячений на єпископа 17 грудня 1972 року, в соборі Нотр-Дам в Евре, висвячував його кардинал Поль-Жозеф-Марі Гуйон, архієпископ Ренна, у співслужінні Андре Пайє, архієпископа Руана, і Анрі-Луї-Марі Марі. 13 серпня 1981 року призначений архієпископом Тура. Член редколегії Катехизму Католицької Церкви, опублікованого в 1992 році. 22 липня 1997 року залишив пост архієпископа Тура та пішов на емеритуру.

## Кардинал
Зведений Папою Іваном Павлом II у сан кардинала-священика на консисторії від 21 лютого 2001 року, отримав кардинальську шапку та титулярну церкву Санта-Марія-делла-Салюте-а-Примавалле, того ж дня. Будучи зведеним до Колегії кардиналів, коли йому було вже 80 років, він таким чином не маєв права брати участь у Конклавах. Брав участь у десятій черговій Асамблеї Синоду Єпископів, що проходила у Ватикані, з 30 вересня по 27 жовтня 2001 року.
Кардинал Жан-Марсель Оноре помер вранці 28 лютого 2013 року в лікарні Тура, куди його доставили на два дні раніше.